# Turan, Erdek
Turan là một xã thuộc huyện Erdek, tỉnh Balıkesir, Thổ Nhĩ Kỳ. Dân số thời điểm năm 2010 là 396 người.